# Georges Savaria
Georges Savaria (* 27. März 1916 in Montreal; † 1998) war ein kanadischer Pianist, Ondist, Musikpädagoge und Komponist.

## Leben
Savaria hatte Klavier- und Orgelunterricht bei seinem Vater Joseph-Élie Savaria und nahm privaten Unterricht in Musiktheorie bei Claude Champagne. Als Gewinner eines Prix d'Europe studierte er ab 1937 in Paris Harmonielehre und Musiktheorie bei Louis Aubert, Klavier bei Lazare Lévy, Marguerite Long und Pierre Lucas sowie an der Schola Cantorum Kontrapunkt bei Daniel Lesur und Orgel bei Olivier Messiaen. Nach dem Einmarsch der deutschen Wehrmacht in Frankreich wurde er in der Nähe von Paris interniert, konnte jedoch flüchten und kehrte 1943 nach Kanada zurück. Seine Erlebnisse schilderte er in dem Buch Hors de portée (1980).
Zwischen 1943 und 1956 gab Savaria Rezitals in Québec und trat im Radio und Fernsehen auf. Robert Schumanns Klavierkonzert spielte er 1944 und 1947 mit dem Orchestre Symphonique de Québec und 1948 mit dem Orchestre symphonique de Montréal. Von 1953 bis 1964 war er musikalischer Berater und Produzent bei der CBC und komponierte Musik zu Fernsehproduktionen des Senders (u. a. für Federico García Lorcas Yerma und La Casa de Bernarda Alba). Schauspiel- und Ballettmusiken komponierte er auch für die Nouvelle Compagnie Théâtrale, das Théâtre de l'Égrégoire und Les Grands Ballets Canadiens. Zu seinen Kompositionen zählen weiterhin verschiedene Klavierstücke und Lieder sowie ein Klavierkonzert (1951).
Ondes Martenot studierte Savaria 1959–60 bei dem Erfinder des Instruments, Maurice Martenot und wirkte 1959 als Ondist an der Aufführung von Stücken William Shakespeares beim Stratfort Festival und 1960 bei der Uraufführung von Claude Champagnes Altitudes  mit dem CBC Symphony Orchestra mit. 
Seit 1952 unterrichtete Savaria Klavier am Konservatorium von Montreal, wo u. a. Céline Boucher und Albert Grenier seine Schüler waren. Von 1976 bis 1978 unterrichtete er auch Klavier am Conservatoire de Trois-Rivières, dessen Direktor er dann von 1978 bis 1980 war. Savarias Tochter Marie Savaria ist Flötistin.